# Арамеї
Араме́йці також арамеї (арам. ܐܳܪ̈ܳܡܳܝܶܐ, дав.-гр. Ἀραμαῖοι, сир. ܐܪ̈ܡܝܐ) — семітські кочові племена, який вперше згадується в історичних джерелах наприкінці XII ст. до н. е.. Батьківщиною арамейців була земля Арам, яка охоплювала центральні регіони сучасної Сирії. У XIII століття до н. е. арамейці прийшли з Аравійського півострова і оселилися у Леванті та Межиріччі, де асимілювала майже все місцеве населення цих територій. Арамейська мова стала лінгва франка в Передній Азії.

## Арамейці в Біблії
Згідно з Біблією, предком арамейців є третій син Нахора, брата Авраама, 
 «Мілка народила Нахору <…> Кемуїла, батька Арамова» (Буття 22:20,21) 
Також згідно з Біблією, Арам був одним із синів Сима. (Буття. 10.22.)
Також відомо, що місто Харан, звідки вирушив Авраам в обіцяну Богом землю, знаходилось в країні Арам. (Книга Буття. Глави 12,24.) Також Авраам брав дружину для свого сина Ісаака у своїх родичів з «Падану арамського». (Буття 25.20.). Так само Яків брав собі дружин звідти ж. (Буття. 28.6.).
«7. І Ізраїлеві сини робили зло в Господніх очах, і забули Господа, Бога свого, та й служили Ваалам та Астартам. 8. І запалився Господній гнів на Ізраїля, і Він передав їх у руку Кушан-Рішатаїма, царя Араму двох річок. І служили Ізраїлеві сини Кушан-Рішатаїмові вісім літ.» (Старий Заповіт. Книга Суддів. 3.7-8.)

## Історія

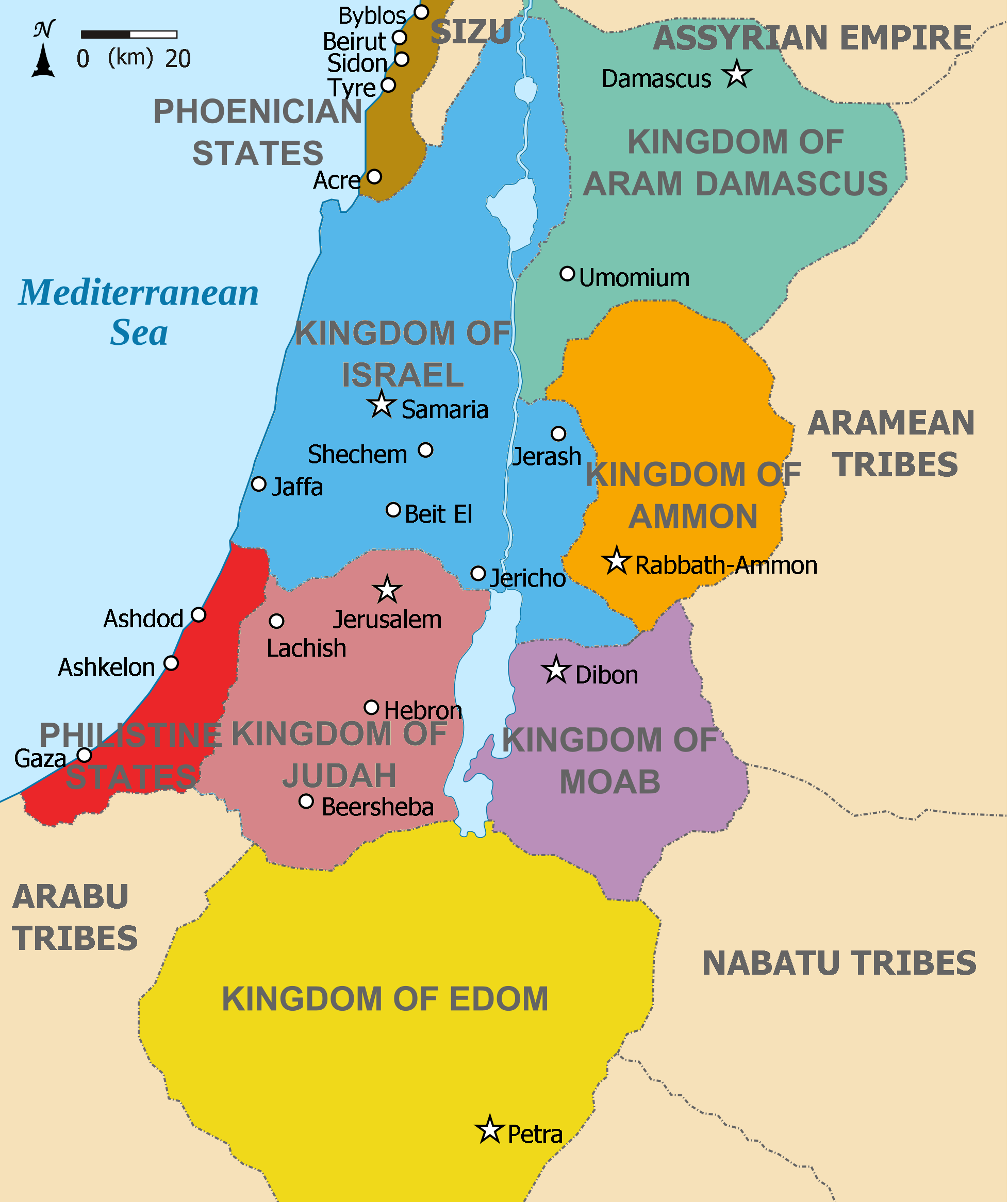
Арамсько-Дамаська держава

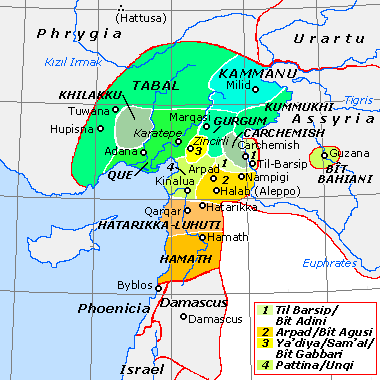
Біт-Аґуші на мапі новохетських держав, бл. 800 р. до н.е.

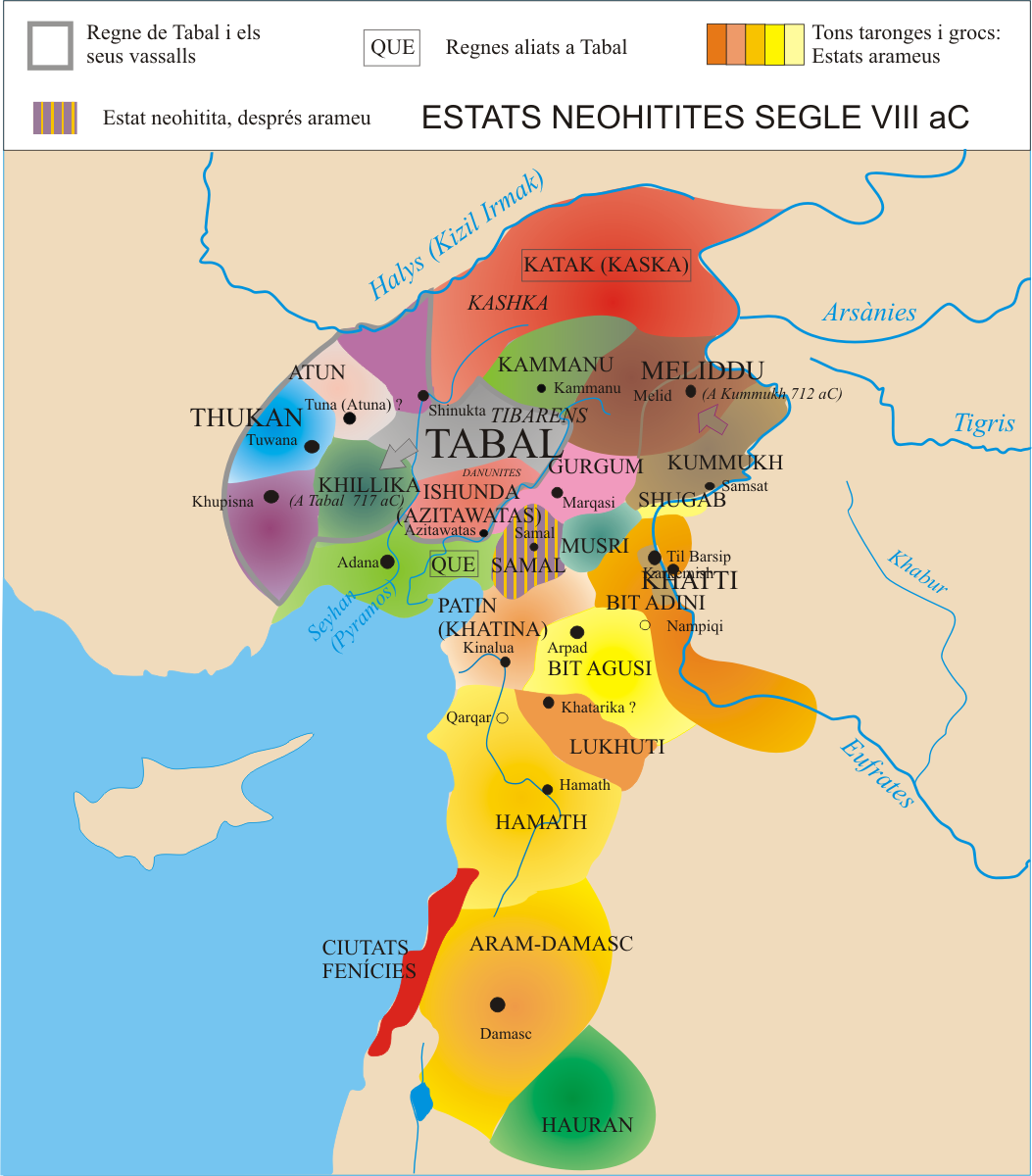
Стародавня Сирія у 8 ст. до н. е.

Вперше згадуються в середині III-го тис. до н. е. Слово «Арам» як назва регіону або держави вперше з'явилась в 23 ст. до н. е. в клинописному написі аккадського царя Нарам-Сіна. Судячи з контексту, цей Арам розташовувався у Верхній Месопотамії. Більш точні повідомлення відносяться до подій другої половини 2 тис. до н. е. В XIV ст. до н. е. арамейці пройшли в Сирійську пустелю і на середній Євфрат, на рубежі XII-XI ст. до н. е. заселили майже всю Передню Азію. Нашестя арамейців супроводжувалося масовим винищуванням і оберненням у рабів місцевих жителів. У написах ассирійського царя Арік-ден-ілі сказано про перемоги над ордами ахламу, і ця назва знову з'являється за наступних царів до тих пір, поки Тіглатпаласар I не заявляє, що він вщент розбив ахламу-арамейців, котрі прийшли з пустелі, щоб заполонити береги Євфрату.
У Сирії арамейці заснували свою державу Арамсько-Дамаська держава з центром в Дамаску, яка існувала з Х століття до 732 до н. е..
Найбільш важливу роль арамейці стали відігравати у політичному житті регіону в XI та X ст. до н. е, коли Ассирія переживала занепад. Тоді арамейські племена вторглись у північну Месопотамію та заснували там низку маленьких держав, головним з яких було Біт-Адіні зі столицею у Барсібі та Біт-Бахіані зі столицею в Гузані (Тель-Халаф). Південніше декілька груп проникли в центральний і південний Ірак. Тут арамейський узурпатор Адад-апла-іддін захопив у 11 ст. до н.е. трон Вавилонії. У ряді місць (наприклад, на схід від річки Йордан) арамейці перетворилися на осіле населення. На березі Перської затоки халдеї, споріднені з арамеями, також заснували маленькі держави, головною з яких була Біт-Якін.
У X ст. до н. е, гідно з біблійним переказом, ізраїльські царі Саул, Давид та Соломон воювали з арамейцями в Лівані. Біблія згадує держави Арам (Дамаск), Арам-Зова (Бекаа), Ґешур в Аврані, Арам-Макаам (Гермон) та Арам-Бет-Рехов. 
На іншому фронті арамейської експансії, західному, у Кілікії, виросла держава Самаль. У Сирії навколо Арпада та Алеппо була створена держава під назвою Біт-Аґуші. У західній Сирії утворилось царство Хамат. Південніше на кордоні єврейського царства, було засновано ще кілька держав. Головні з них — Соба і Дамаск, про які є деяка інформація із Старого Заповіту Біблії.
У 9 ст. до н. е. Ассирія знову набрала силу і почала завойовувати все нові й нові землі. У 856 р. до н. е. цар Салманасар III захопив Біт-Адіні. 740 р. до н. е. Тіглатпаласар III завоював Арпад. 738 до н.е. Самаль визнав себе васалом Ассирії, а 732 до н.е. Дамаск був перетворений у провінцію Ассирії. Політичне життя арамейців тривало ще деякий час у Вавилонії, де халдейські племена періодично виступали проти Ассирії і навіть зуміли прийти до влади при нововавилонській династії. Після цього їхня незалежна історія закінчилась. Тим не менше арамейці як народ існували і далі, їх мова збереглася.

## Мова
Арамейське письмо, створене на основі фінікійського алфавіту завдяки своїй простоті в написанні почало широко поширюватись вже у 8-7 ст. до н. е. як писемність для міжнародного спілкування. Зокрема на його основі створили свою писемність араби та перси. Великому поширенню арамейської писемності та мови сприяла імперія Ахеменідів, у якій вони стали фактично офіційними для різних народів, що в неї входили. Наприкінці існування Ассирійської імперії арамейська була lingua franca для торговельних та адміністративних цілей.
Арамейська мова до початку нашої ери стала основною розмовною мовою Передньої Азії. Навіть велика кількість євреїв перейшло з рідної на арамейську. Відомо, що арамейською розмовляв Ісус Христос. У перші віки християнства арамейська стала офіційною мовою сирійської церкви. На ній було написано багато книг. Із фінікійського письма через арамейське походять гебрайське, перське, сирійське, арабське письмоНащадками арамейців є сучасні ассирійці. До нашого часу в Сирії існують невеликі громади, що розмовляють арамейською.

## Культура
До виникнення християнства арамейці, як і більшість народів світу були прихильниками поганства. Головним з богів арамеців був Гадад (Хадад), який вважався царем бурі та уособлював блискавки, вітер і благотворний дощ. Тому арамейські царі брали собі ім'я Бен-Гадад (Син Гадада). Арамейці поклонялись також ханаанським богам, таким як Ель, Ваал, богині Атаргата. Від стародавньої літератури арамеців зберігся папірус 5 ст. до н. е., де розповідається про мудру людину на ім'я Ахікар.
Від матеріальної культури арамеців до нашого часу дійшли залишки палаців, рельєфів та скульптур в містах Гузана (Тель-Халаф), Самал та Барсіп (Тель-Барсіп).